# 직결식 한글
직결식 한글(直結式- )은 컴퓨터에서 한글을 구현하는 방법의 하나로서, 1985년에 공병우 박사가 개발하였다. 이 방식은 기존 영문자판에 대응되는 영문 글립을 해당 글쇠에 대응되는 한글 자모 및 문장부호로 바꾸고, 글자 간격을 조정하는 방식이다. 직결식 한글 입력을 통해 별도의 한글 처리 프로그램 없이 바로 화면에 한글 글자를 출력할 수 있다. 글쇠입력과 글자 구현의 중간에 오토마타를 거치지 않고, 글쇠에 해당하는 글립을 한줄로 나열하면 한글 글자가 완성되기 때문에 직결식으로 불린다.

## 원리
직결식 한글은 초성과 종성에 각각 따로 글쇠가 배당된 세벌식 글자판을 통해 가능하다. 직결식 한글에서 글립을 화면에 표시하는 것은 다음과 같은 규칙을 따른다.
- 모든 초성 글자는 자간 조정 없이 그대로 출력된다.
- 한글 모아쓰기에서 초성의 오른쪽에 오는 모음인 ㅏ, ㅓ 등은 영문자의 위치에서 약간 왼쪽으로 옮겨져서 출력되고, 초성의 아래에 오는 모음인 ㅗ, ㅜ 등은 초성 글자의 폭만큼 왼쪽으로 옮겨져서 출력된다.
- 종성 글자는 초성 글쇠가 아닌 종성 글쇠로 입력하며, 중성 글자의 폭만큼 왼쪽으로 이동해 중성 글자의 바로 아래에 출력된다.

이 방식은 공병우 박사가 발명하였던 세벌식 타자기에서 사용된 원리를 단순히 컴퓨터 글꼴만을 수정함으로써 구현한 것이다.
직결식 한글을 통해 구현된 한글은, 세벌식 자판을 이용해 출력한 한글과 마찬가지로 받침이 있는 경우와 없는 경우의 글자 높낮이가 다르다. 이런 모양의 글꼴을 빨랫줄 글꼴이라 부른다. 이 방식은 겹자음이나 모음의 위치에 따라 글자의 폭도 달라진다.

## 구현
공병우 박사가 직결식 한글을 처음 개발한 환경은 애플 매킨토시였으나 이후 여러 시스템과 워드프로세서에서 쓸 수 있도록 글꼴이 개발되었다. 세벌식 최종 자판을 따르는 글꼴이 배포되어 있다.
다음은 공병우 직결식 한글 글꼴로 문장을 입력한 결과이다. 아래에 비교를 위하여 보통의 글꼴로 입력한 문장을 덧붙였다. 글꼴 크기는 12로 하였다.

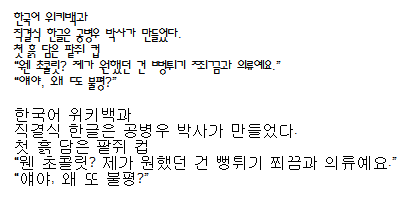

## 같이 보기
- 기울여 풀어쓰기

## 참조
1. ↑  김 용묵의 절대공간: 공 병우 식 한글 기계화의 철학